# Godelieve Quisthoudt-Rowohl
Godelieve Quisthoudt-Rowohl (ur. 18 czerwca 1947 w Etterbeek) – niemiecka polityk i wykładowca akademicki, posłanka do Parlamentu Europejskiego III, IV, V, VI, VII i VIII kadencji.

## Życiorys
Ukończyła wyższe studia chemiczne. Była stypendystką jednego z instytutów naukowych działających przy Towarzystwie Maxa Plancka. Uzyskała stopień naukowy doktora nauk przyrodniczych. Pracowała jako asystent w Wyższej Szkole Medycznej w Hanowerze, a następnie (od 1979) na Uniwersytecie w Hildesheim.
Wstąpiła do Unii Chrześcijańsko-Demokratycznej, weszła w skład zarządu CDU Dolnej Saksonii. W 1989 po raz pierwszy uzyskała mandat deputowanej do Parlamentu Europejskiego. Od tego czasu skutecznie ubiegała się o reelekcję w kolejnych wyborach (1994, 1999, 2004, 2009 i 2014). Pełniła funkcję wiceprzewodniczącej w kilku komisjach (w tym w Komisji Handlu Międzynarodowego), od 1999 do 2007 była kwestorem PE.